# Banyallarga acutiterga
Banyallarga acutiterga är en nattsländeart som först beskrevs av Donald G. Denning, Hogue in Denning, Resh och Charles L. Hogue 1983.  Banyallarga acutiterga ingår i släktet Banyallarga och familjen Calamoceratidae. Inga underarter finns listade i Catalogue of Life.